# سانت ألبانز (فيرمونت)
سانت ألبانز (بالإنجليزية: St. Albans (city), Vermont)‏ هي مدينة تقع في الولايات المتحدة في Franklin County. يقدر عدد سكانها بـ 6,918 نسمة ومساحتها 40.1 كم2 وترتفع عن سطح البحر 61 متر.

## التركيبة السكانية
حدّد مكتب تعداد الولايات المتحدة بيانات التركيبة السكانية لسانت ألبانز في تعداد الولايات المتحدة. في ما يلي، التركيبة السكانية حسب تعدادي 2000 و2010.

### تعداد عام 2000
بلغ عدد سكان سانت ألبانز 7,650 نسمة بحسب تعداد عام 2000، وبلغ عدد الأسر 3,235 أسرة وعدد العائلات 1,938 عائلة مقيمة في المدينة. في حين سجلت الكثافة السكانية 1,457.1 نسمة لكل كيلومتر مربع (3,773.9/ميل2). وبلغ عدد الوحدات السكنية 3,376 وحدة بمتوسط كثافة قدره 643 لكل كيلومتر مربع (1,665.4/ميل2).
وتوزع التركيب العرقي للمدينة بنسبة 95.87% من البيض و0.39% من الأمريكيين الأفارقة و1.20% من الأمريكيين الأصليين و0.35% من الأمريكيين ذوي الأصول الآسيوية و0.03% من سكان جزر المحيط الهادئ و0.46% من الأعراق الأخرى و1.70% من عرقين مختلطين أو أكثر و0.90% من الهسبانيون أو اللاتينيون من أي عرق.
بلغ عدد الأسر 3,235 أسرة كانت نسبة 33.2% منها لديها أطفال تحت سن الثامنة عشر تعيش معهم، وبلغت نسبة الأزواج القاطنين مع بعضهم البعض 43.6% من أصل المجموع الكلي للأسر، ونسبة 12.1% من الأسر كان لديها معيلات من الإناث دون وجود شريك، بينما كانت نسبة 4.2% من الأسر لديها معيلون من الذكور دون وجود شريكة وكانت نسبة 40.1% من غير العائلات. تألفت نسبة 31.4% من أصل جميع الأسر من عدة أفراد يعيشون في نفس المنزل ونسبة 12.6% كانت تتألف من شخص يعيش بمفرده يبلغ من العمر 65 عاماً أو أكثر. وبلغ متوسط حجم الأسرة المعيشية 2.35، أما متوسط حجم العائلات فبلغ 2.97.
بلغ العمر الوسطي للسكان 35.2 عاماً. وكانت نسبة 25.5% من القاطنين تحت سن الثامنة عشر، وكانت نسبة 8.3% بين الثامنة عشر والرابعة والعشرين عاماً، ونسبة 31.7% كانت واقعةً في الفئة العمرية ما بين الخامسة والعشرين والرابعة والأربعين عاماً، ونسبة 20.3% كانت ما بين الخامسة والأربعين والرابعة والستين، ونسبة 13.5% كانت ضمن فئة الخامسة والستين عاماً فما فوق. يوجد لكل 100 أنثى 92.2 ذكر، ويوجد لكل 100 أنثى في الثامنة عشر من عمرها فما فوق 86.9 ذكر.
بلغ متوسط دخل الأسرة في المدينة 37,221 دولارًا، أما متوسط دخل العائلة فبلغ 44,286 دولارًا. وكان متوسط دخل الذكور 31,340 دولارًا مقابل 23,262 دولارًا للإناث. وسجل دخل الفرد الخاص بالمدينة 17,853 دولارًا. وكانت نسبة 8.5% من العائلات ونسبة 9.6% من السكان تحت خط الفقر، وكان من هؤلاء نسبة 9.2% تحت سن الثامنة عشر ونسبة 11.9% في الخامسة والستين من العمر وما فوق.

### تعداد عام 2010
بلغ عدد سكان سانت ألبانز 6,918 نسمة بحسب تعداد عام 2010، وبلغ عدد الأسر 2,977 أسرة وعدد العائلات 1,665 عائلة مقيمة في المدينة. في حين سجلت الكثافة السكانية 1,317.7 نسمة لكل كيلومتر مربع (3,412.8/ميل2). وبلغ عدد الوحدات السكنية 3,231 وحدة بمتوسط كثافة قدره 615.4 لكل كيلومتر مربع (1,593.9/ميل2).
وتوزع التركيب العرقي للمدينة بنسبة 94.22% من البيض و0.80% من الأمريكيين الأفارقة و0.97% من الأمريكيين الأصليين و0.93% من الأمريكيين ذوي الأصول الآسيوية و0.09% من سكان جزر المحيط الهادئ و0.32% من الأعراق الأخرى و2.69% من عرقين مختلطين أو أكثر و1.78% من الهسبانيون أو اللاتينيون من أي عرق.
بلغ عدد الأسر 2,977 أسرة كانت نسبة 30.5% منها لديها أطفال تحت سن الثامنة عشر تعيش معهم، وبلغت نسبة الأزواج القاطنين مع بعضهم البعض 37.2% من أصل المجموع الكلي للأسر، ونسبة 14.2% من الأسر كان لديها معيلات من الإناث دون وجود شريك، بينما كانت نسبة 4.5% من الأسر لديها معيلون من الذكور دون وجود شريكة وكانت نسبة 44.1% من غير العائلات. تألفت نسبة 34.2% من أصل جميع الأسر من عدة أفراد يعيشون في نفس المنزل ونسبة 11.8% كانت تتألف من شخص يعيش بمفرده يبلغ من العمر 65 عاماً أو أكثر. وبلغ متوسط حجم الأسرة المعيشية 2.29، أما متوسط حجم العائلات فبلغ 2.95.
بلغ العمر الوسطي للسكان 36.3 عاماً. وكانت نسبة 23.7% من القاطنين تحت سن الثامنة عشر، وكانت نسبة 9.4% بين الثامنة عشر والرابعة والعشرين عاماً، ونسبة 28.8% كانت واقعةً في الفئة العمرية ما بين الخامسة والعشرين والرابعة والأربعين عاماً، ونسبة 26.1% كانت ما بين الخامسة والأربعين والرابعة والستين، ونسبة 12% كانت ضمن فئة الخامسة والستين عاماً فما فوق. وتوزع التركيب الجنسي للسكان بنسبة 48.1% ذكور و51.9% إناث.

## أعلام
- إدوارد جاي أونيل
- بنجامين سويفت
- فرانك إل. غريني
- إدوارد كورتيس سميث
- باول بلاكبيرن
- جون سميث
- آن إيليزا سميث
- جيه. سميث
- كيت بيير